# Kościół św. Karola Boromeusza w Wiedniu
Kościół św. Karola Boromeusza (niem. Karlskirche) w Wiedniu – jedna z najsłynniejszych barokowych budowli Europy. Kościół wzniesiono na cześć św. Karola Boromeusza, arcybiskupa Mediolanu z czasów epidemii dżumy w 1576.

## Historia
Świątynia została ufundowana przez Karola VI w 1713 po ostatniej z wielu epidemii dżumy, które nawiedziły Wiedeń. W konkursie na projekt budowli udział wzięli: Johann Bernhard Fischer von Erlach, Johann Lucas von Hildebrandt i Galli Bibbiena. Wygrał von Erlach, według planów którego prowadzono budowę od 1716. Architekt nie doczekał jej końca w 1737, gdyż zmarł 14 lat wcześniej.

## Architektura
Kościół wzniesiono na planie elipsy połączonej z krzyżem greckim. W centrum fasady, na osi z kopułą, umieszczono portyk, flankowany przez dwie kolumny (dzwonnice) pokryte spiralnie biegnącymi płaskorzeźbami. Fasada posiada również dwie skrajne wieże. W efekcie stanowi połączenie elementów klasycznych (portyk, kolumny nawiązujące do kolumny Trajana i kolumny Antonina Piusa) oraz barokowych.

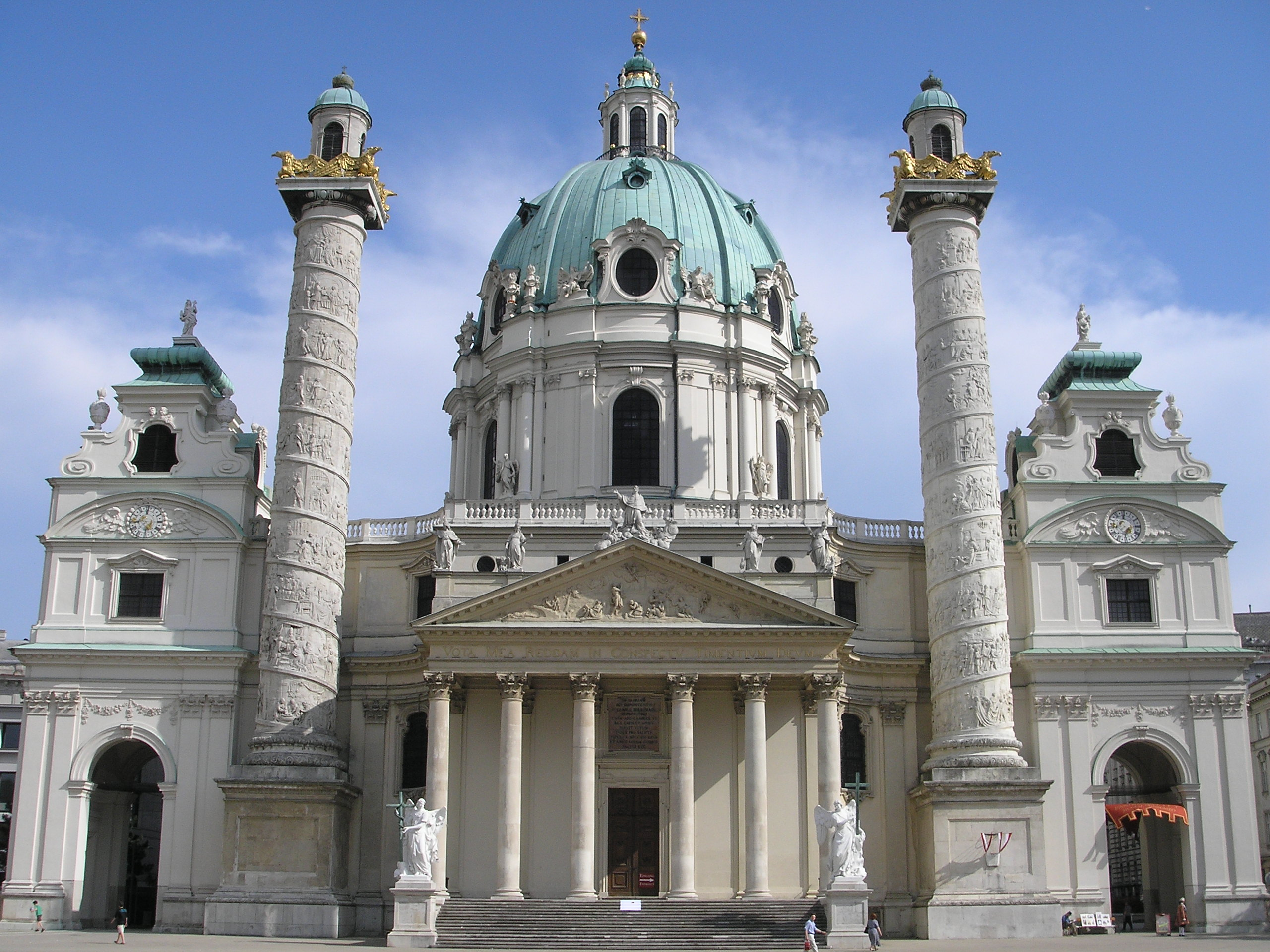
Fasada kościoła
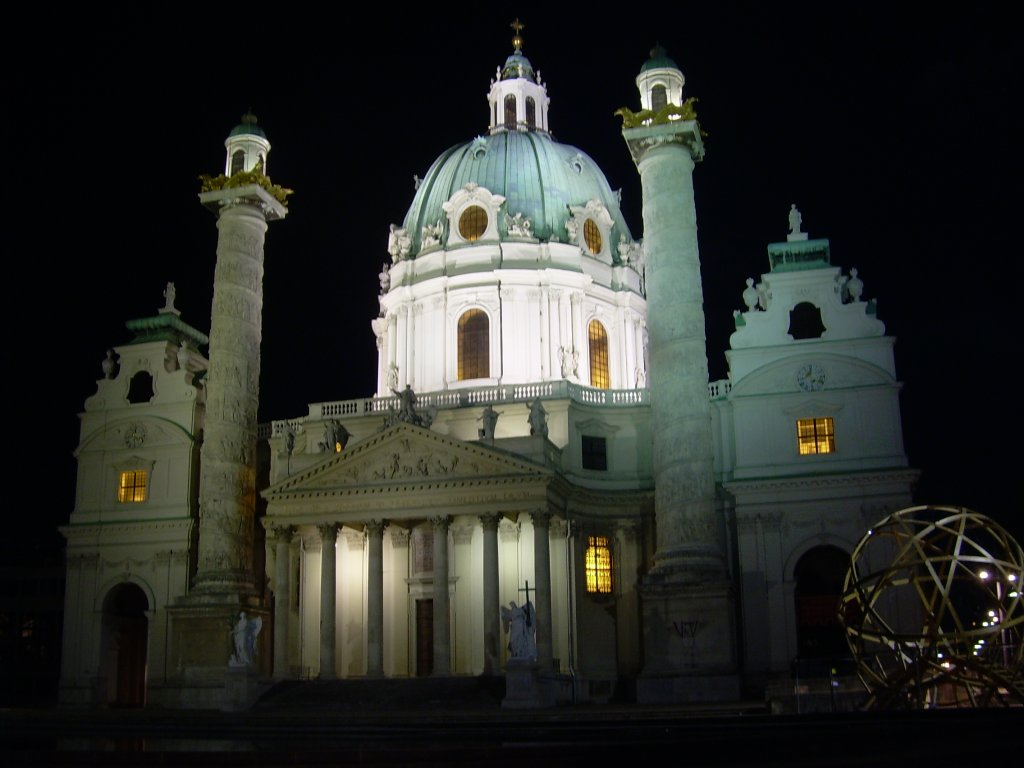
Oświetlenie kościoła w nocy
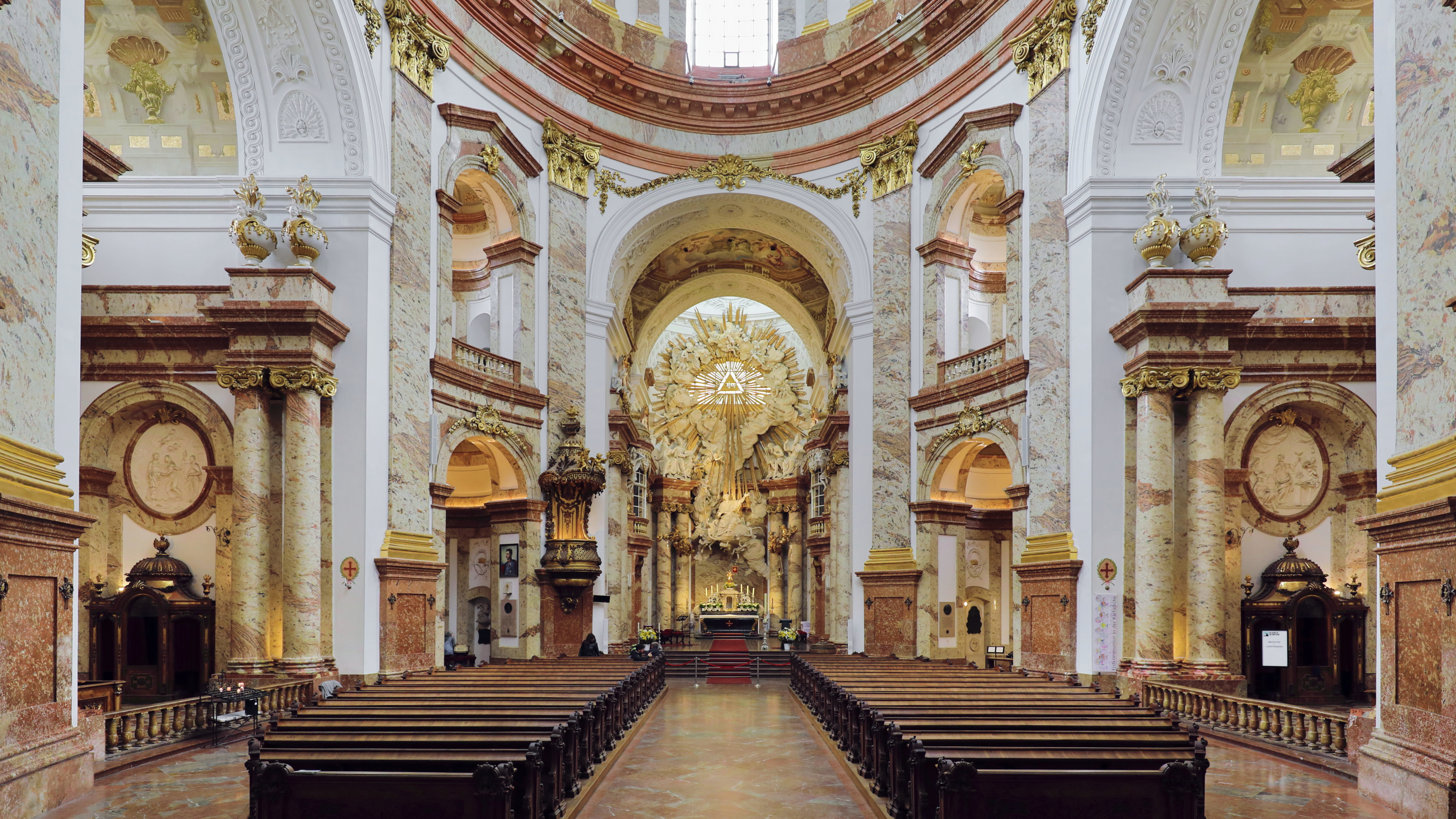
Widok od wewnątrz
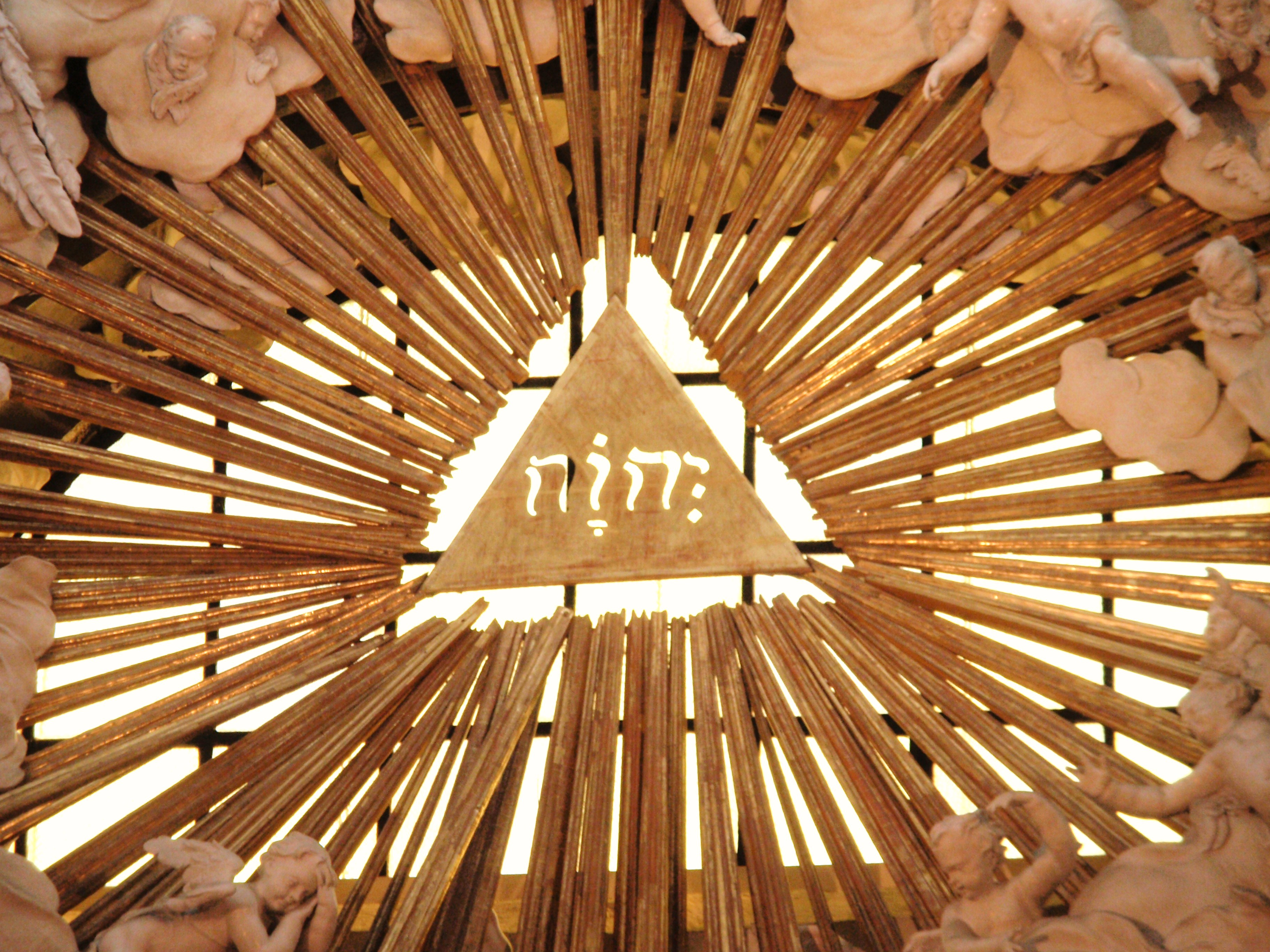
Tetragram imienia Bożego JHWH, umieszczony nad ołtarzem głównym
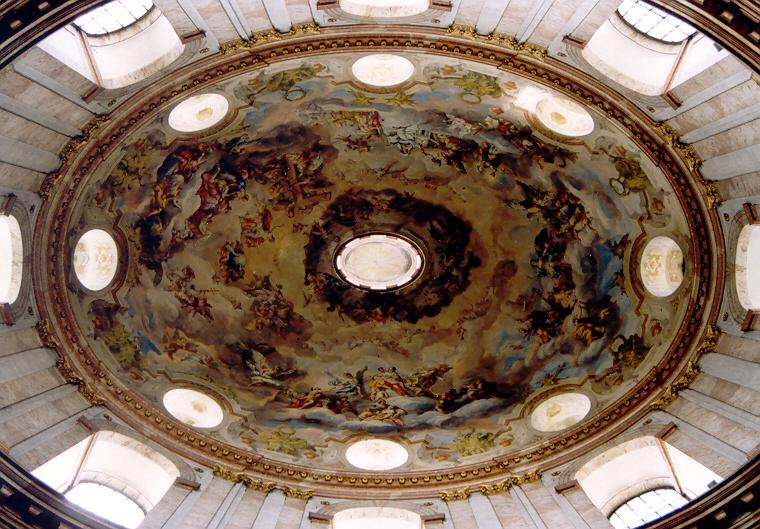
Eliptyczna kopuła od wewnątrz